# غاري هيوم
غاري هيوم (بالإنجليزية: Gary Hume)‏ هو رسام بريطاني، ولد في 9 مايو 1962 في Tenterden ‏ في المملكة المتحدة.